# Глушка
Глу́шка — село в Україні, у складі Заліщицької міської громади Чортківського району Тернопільської області. Розташоване на сході району. До 2020 року підпорядковане Торській сільській раді.
Населення становить 163 особи (2001).

## Походження назви
Назва походить, ймовірно, від непрохідних лісів, глушини.

## Історія
Перша писемна згадка — 1892.
Діяло товариство «Просвіта» (від 1927).
12 червня 2020 року, відповідно до розпорядження Кабінету Міністрів України № 724-р «Про визначення адміністративних центрів та затвердження територій територіальних громад Тернопільської області» увійшло до складу Заліщицької міської громади.
19 липня 2020 року, в результаті адміністративно-територіальної реформи та ліквідації Заліщицького району, увійшло до складу новоутвореного Чортківського району.

## Релігія
- церква Різдва святого Івана Хрестителя (1993, УГКЦ).

## Пам'ятники
Насипана символічна могила воякам УПА (1999).
Біля села є місце об'явлення Матері Божої. На цьому місці почалося будівництво каплички. Тут також є освячене джерело. Об'явлення сталося 27 травня 2003 року о 14 год. 20 хв. Першою, хто побачив об'явлення була Мельник Степанія Саверківна, що поверталася з роботи додому. 27-го числа щомісяця тут проводиться богослужіння парохом сусіднього села Торське о. Ярославом Шмигликом.

## Соціальна сфера
Селі діє бібліотека.

## Галерея

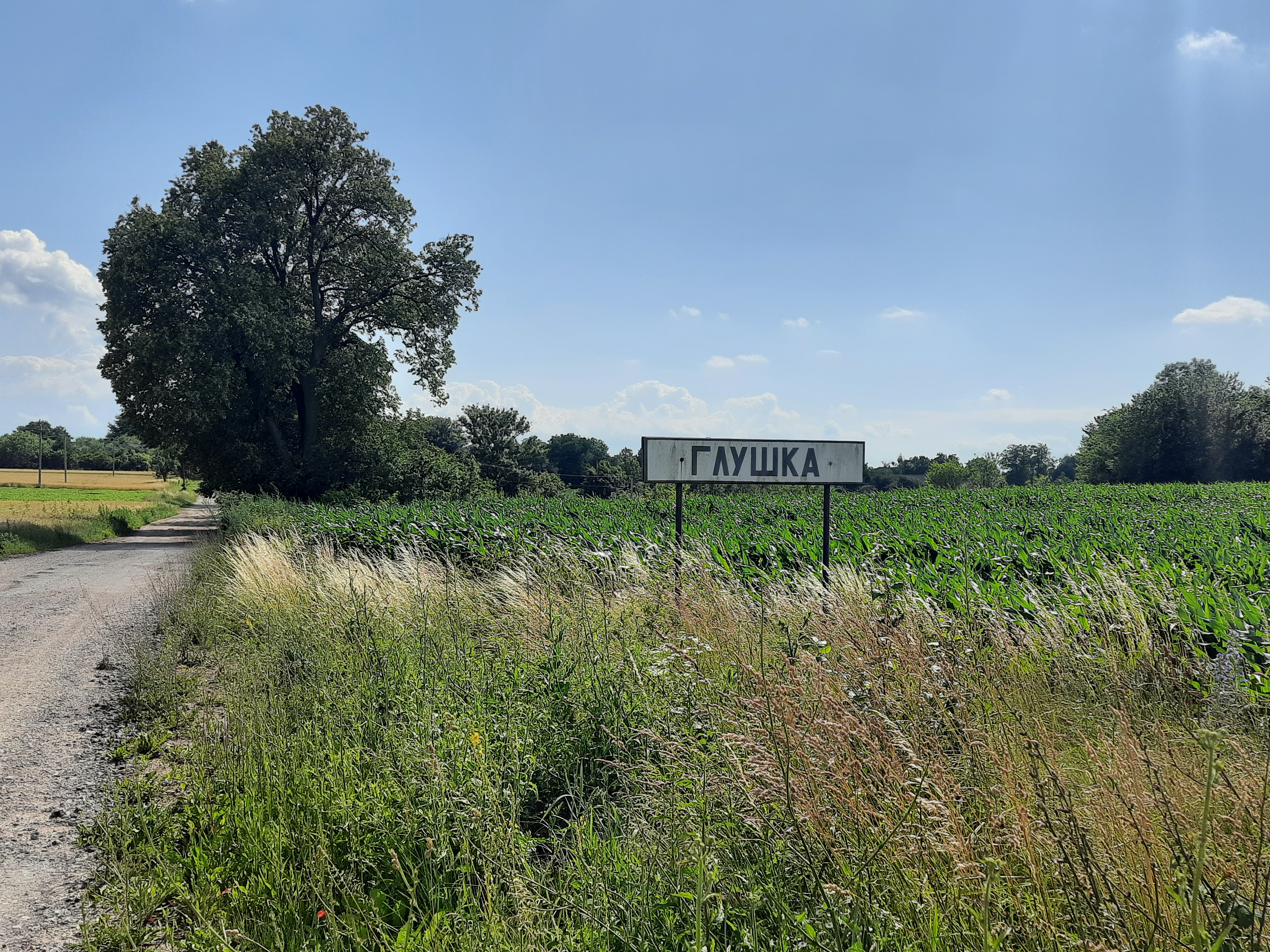
Дорожній знак при в'їзді в село
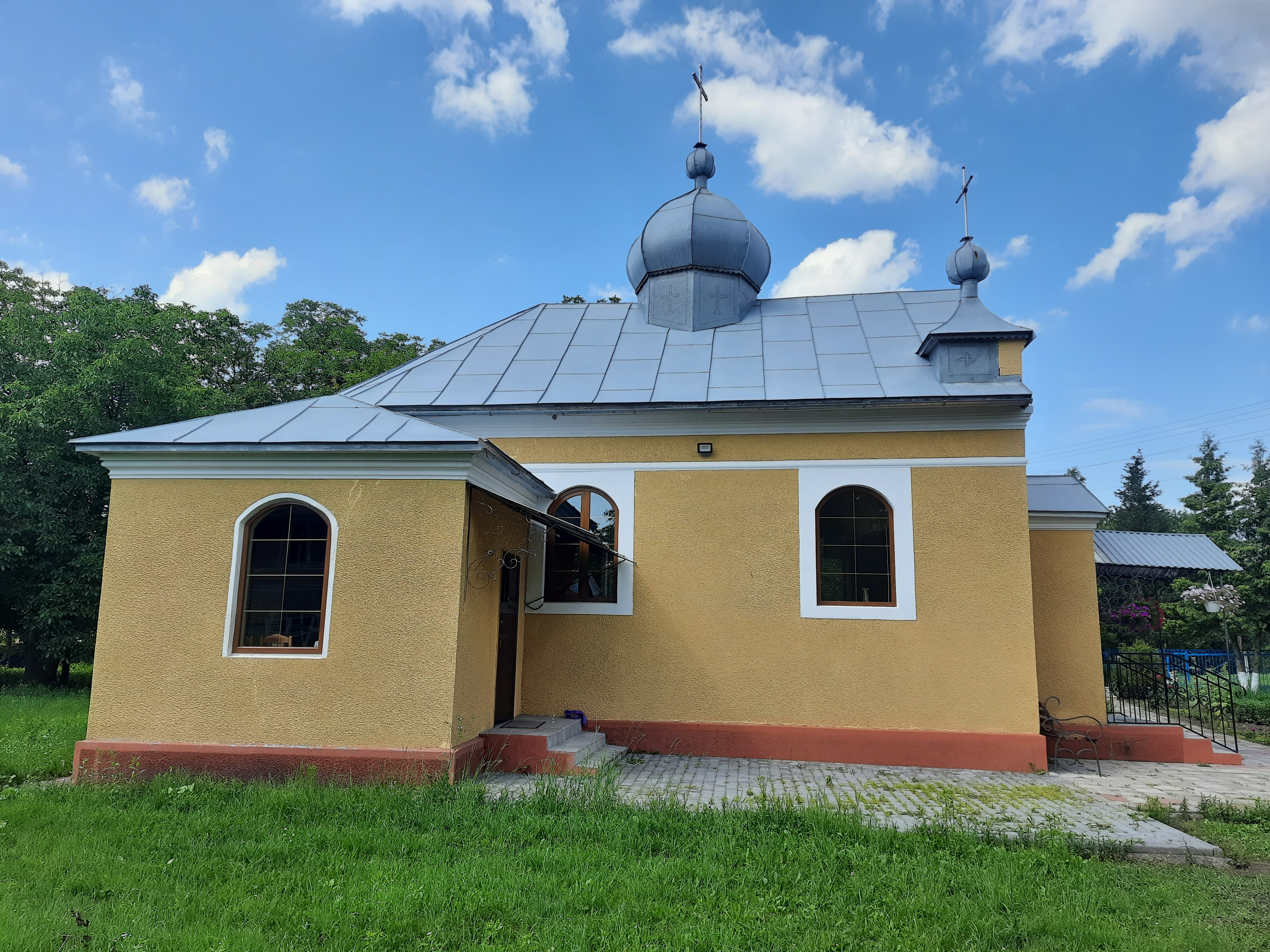
Церква Різдва Святого Івана Хрестителя
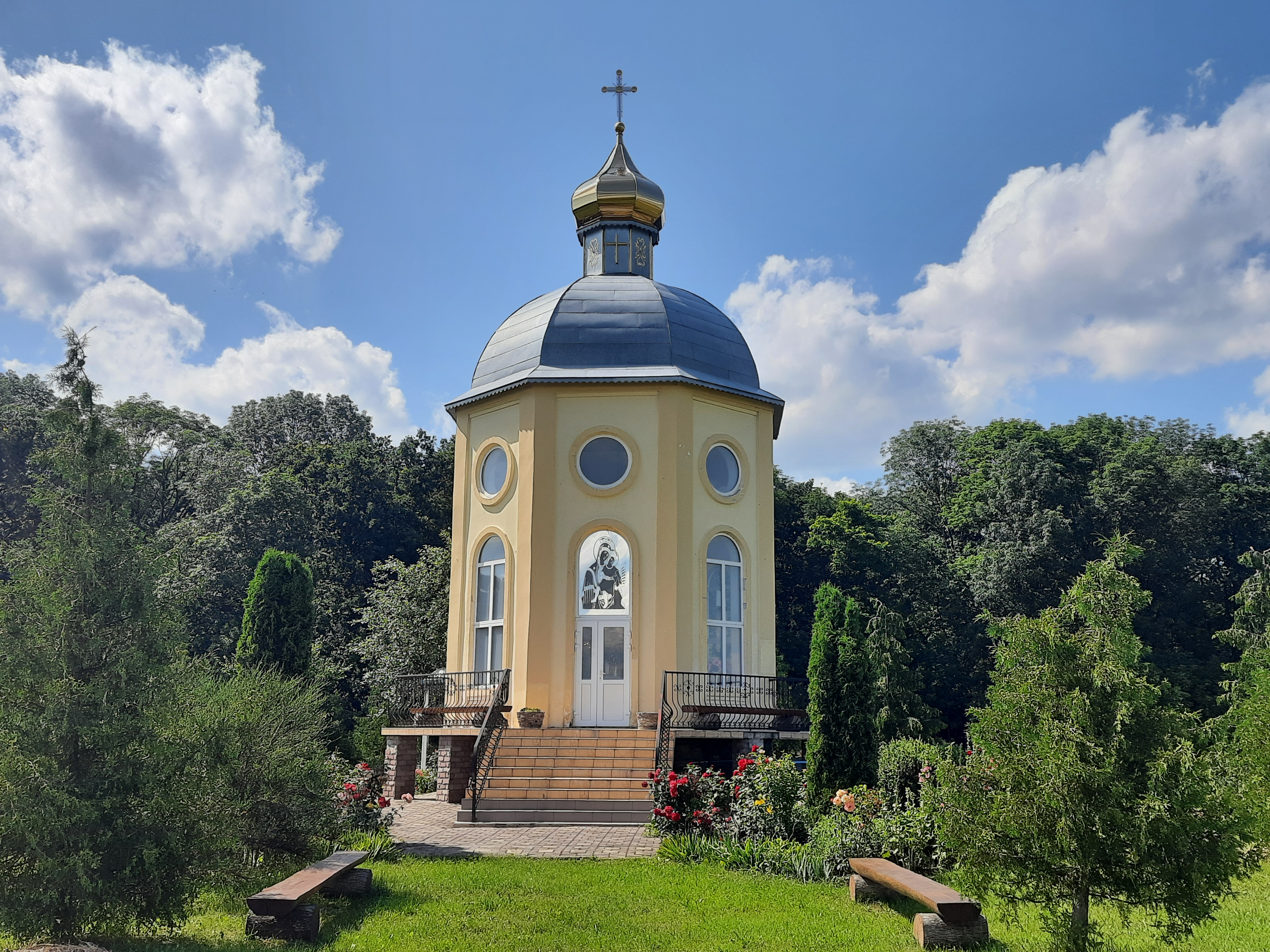
Капличка на місці появи Матері Божої
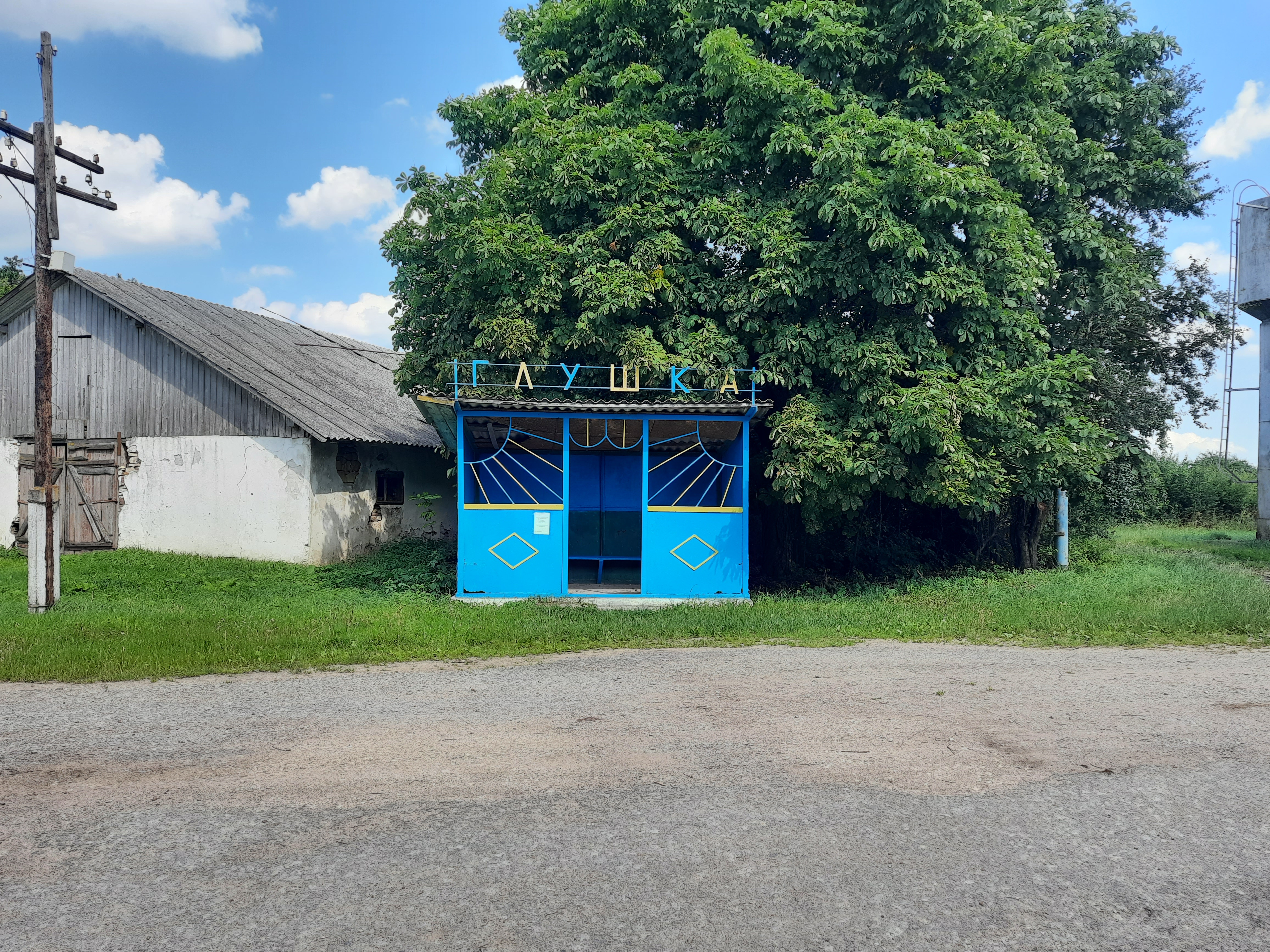
Автобусна зупинка
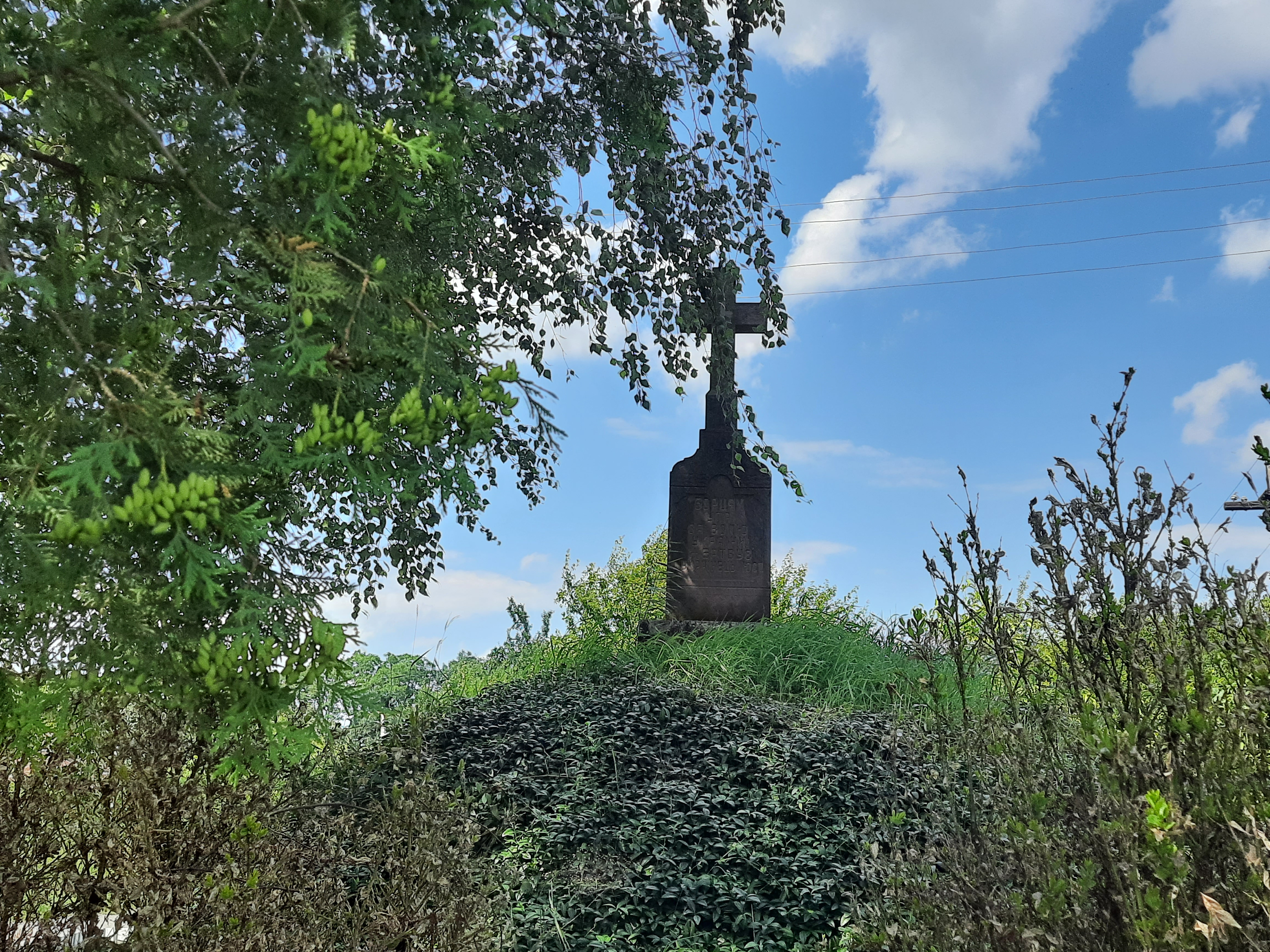
Пам'ятний знак борцям за волю України